# Campeonato Paulista de Futebol de 2013 - Série A1
A Série A1 do Campeonato Paulista de Futebol de 2013 foi a 73.ª edição do campeonato organizado pela Federação Paulista de Futebol da principal divisão do futebol paulista, cujo nome oficial foi Paulistão Chevrolet 2013 por motivos de patrocínio. Houve uma cerimônia de abertura, com a partida entre os campeões da Série A1 (Santos) e Série A2 (São Bernardo) de 2012.
O campeão foi o Corinthians, e o vice-campeão foi o Santos.
Dentre as equipes rebaixadas, o Guarani foi o primeiro a amargar o descenso à Série A2 de 2014, sem mesmo entrar em campo, na 18ª rodada, prejudicado pelas vitórias de Ituano por 3 a 2 sobre o Paulista e a do Atlético Sorocaba por 1 a 0 sobre o Oeste. Na mesma rodada, São Caetano e União Barbarense tiveram suas quedas decretadas: o primeiro, com o empate fora de casa contra o Penapolense por 1 a 1; o segundo, após a goleada sofrida em plena Toca do Leão por 4 a 0 para o Santos.

## Regulamento
Os três primeiros colocados ganham o direito de disputar a Copa do Brasil de 2014 (caso algum clube se classifique para a Copa Libertadores da América de 2014, a vaga será repassada ao 5º colocado e assim por diante). Além disso, os dois clubes mais bem classificados que não pertençam à Série A, Série B ou a Série C garantem vaga na Série D de 2013.

### Primeira fase
O "Paulistão" é disputado por 20 clubes em turno único, onde todos jogaram entre si uma única vez. No final das 19 rodadas, os oito melhores colocados, classificarão para a fase quartas de final e os quatro últimos colocados serão rebaixados para a Série A2 de 2014.

#### Critérios de desempate
Caso haja empate de pontos entre dois clubes, os critérios de desempates são aplicados na seguinte ordem:
1. Número de vitórias
2. Saldo de gols
3. Gols marcados
4. Número de cartões vermelhos
5. Número de cartões amarelos
6. Sorteio

### Quartas de Final
Os oito classificados da Primeira Fase serão divididos em quatro chaves de dois times, que jogarão uma partida na casa do clube de melhor campanha no somatório das fases anteriores, com o vencedor avançando às semifinais. Em caso de empate no tempo regulamentar, o confronto será decidido através de pênaltis.

### Semi finais
Os quatro classificados da fase anterior serão divididos em duas chaves de dois times, que jogarão uma partida na casa do clube de melhor campanha no somatório das fases anteriores, com o vencedor avançando à final. Em caso de empate no tempo regulamentar, o confronto será decidido através de pênaltis.

### Finais
Os dois classificados da fase anterior se enfrentarão em duas partidas, sendo que, o clube que teve melhor campanha no somatório das fases anteriores, tem mando de campo na 2ª partida. Em caso de empate em pontos, o primeiro critério de desempate será o saldo de gols na fase final. Caso o empate persista, o confronto será decidido através de pênaltis. O Gol Marcado fora de casa NÃO vale como criterio de desempate.

## Campeão do Interior
Assim como nos anos anteriores, haverá a disputa do título "Campeão do Interior". Após as quartas, os quatro clubes melhor classificados do "Interior" (excluindo-se os times situados na capital e o Santos Futebol Clube) que não tenham se classificados às semifinais disputarão entre si um torneio pra determinar o Campeão do Interior. Os jogos serão em sistema de "mata-mata", com o melhor colocado do "interior" enfrentando o quarto melhor colocado do interior e com o segundo enfrentando o terceiro. Os vencedores enfrentar-se-ão na final, também em jogos de ida e volta, definindo assim o campeão.

## Participantes
| Equipe            | Cidade                | Em 2012        | Estádio                   | Capacidade | Títulos             |
| ----------------- | --------------------- | -------------- | ------------------------- | ---------- | ------------------- |
| Atlético Sorocaba | Sorocaba              | 3º (Série A2)  | Walter Ribeiro            | 13 772     | 0 (não possui)      |
| Botafogo          | Ribeirão Preto        | 15º (Série A1) | Santa Cruz                | 29 292     | 0 (não possui)      |
| Bragantino        | Bragança Paulista     | 8º (Série A1)  | Nabi Abi Chedid           | 17 022     | 1 (1990)            |
| Corinthians       | São Paulo             | 5º (Série A1)  | Pacaembu                  | 37 730     | 26 (último em 2009) |
| Guarani           | Campinas              | 2º (Série A1)  | Brinco de Ouro            | 29 130     | 0 (não possui)      |
| Ituano            | Itu                   | 14º (Série A1) | Novelli Júnior            | 18 560     | 1 (2002)            |
| Linense           | Lins                  | 11º (Série A1) | Gilberto Siqueira Lopes   | 15 770     | 0 (não possui)      |
| Mirassol          | Mirassol              | 9º (Série A1)  | José Maria de Campos Maia | 15 000     | 0 (não possui)      |
| Mogi Mirim        | Mogi Mirim            | 7º (Série A1)  | Vail Chaves               | 19 900     | 0 (não possui)      |
| Oeste             | Itápolis              | 10º (Série A1) | Amaros                    | 13 444     | 0 (não possui)      |
| Palmeiras         | São Paulo             | 6º (Série A1)  | Pacaembu [a]              | 37 730     | 22 (último em 2008) |
| Paulista          | Jundiaí               | 13º (Série A1) | Jayme Cintra              | 13 905     | 0 (não possui)      |
| Penapolense       | Penápolis             | 4º (Série A2)  | Tenente Carriço           | 2 000 [b]  | 0 (não possui)      |
| Ponte Preta       | Campinas              | 4º (Série A1)  | Moisés Lucarelli          | 17 728     | 0 (não possui)      |
| Santos            | Santos                | 1º (Série A1)  | Vila Belmiro              | 16 798     | 20 (último em 2012) |
| São Bernardo      | São Bernardo do Campo | 1º (Série A2)  | Primeiro de Maio          | 13 440     | 0 (não possui)      |
| São Caetano       | São Caetano do Sul    | 12º (Série A1) | Anacleto Campanella       | 16 744     | 1 (2004)            |
| São Paulo         | São Paulo             | 3º (Série A1)  | Morumbi                   | 66 795     | 21 (último em 2005) |
| União Barbarense  | Santa Bárbara d'Oeste | 2º (Série A2)  | Antonio Guimarães         | 14 913     | 0 (não possui)      |
| XV de Piracicaba  | Piracicaba            | 16º (Série A1) | Barão de Serra Negra      | 18 000     | 0 (não possui)      |

OBS:a. ^  O Estádio Palestra Itália está fechado para a reforma e construção do Allianz Parque, com isso o Palmeiras mandará seus jogos no Estádio do Pacaembu.

b. ^  Oficialmente, o estádio Tenente Carriço em Penápolis, tem capacidade para aproximadamente 4 mil lugares, mas para a disputa do campeonato terá arquibancadas móveis para expandir sua capacidade para 15 mil lugares.

## Fase final
Em itálico, os times que possuem o mando de campo no confronto de quartas e semifinal (e no 2º jogo da final) e em negrito os times classificados.
|  | Quartas de final | Quartas de final | Quartas de final  |        |              | Semifinais | Semifinais | Semifinais |  |  | Final | Final       | Final | Final | Final |
|  |                  |                  |                   |        |              |            |            |            |  |  |       |             |       |       |       |
|  | 1º               | São Paulo        | 1                 |        |              |            |            |            |  |  |       |             |       |       |       |
|  | 8º               | Penapolense      | 0                 |        |              |            |            |            |  |  |       |             |       |       |       |
|  | 8º               | Penapolense      | 0                 |        | 1º           | São Paulo  | 0 (3)      |            |  |  |       |             |       |       |       |
|  |                  |                  |                   |        | 1º           | São Paulo  | 0 (3)      |            |  |  |       |             |       |       |       |
|  |                  | 5º               | Corinthians (pen) | 0 (4)  |              |            |            |            |  |  |       |             |       |       |       |
|  | 4º               | 5º               | Corinthians (pen) | 0 (4)  | Ponte Preta  | 0          |            |            |  |  |       |             |       |       |       |
|  | 4º               |                  |                   |        | Ponte Preta  | 0          |            |            |  |  |       |             |       |       |       |
|  | 5º               | Corinthians      | 4                 |        |              |            |            |            |  |  |       |             |       |       |       |
|  |                  |                  |                   |        |              |            |            |            |  |  | 5º    | Corinthians | 2     | 1     |       |
|  |                  |                  | 3º                | Santos | 1            | 1          |            |            |  |  |       |             |       |       |       |
|  | 2º               | Mogi Mirim       | 6                 |        |              |            |            |            |  |  |       |             |       |       |       |
|  | 7º               | Botafogo-SP      | 0                 |        |              |            |            |            |  |  |       |             |       |       |       |
|  | 7º               | Botafogo-SP      | 0                 |        | 2º           | Mogi Mirim | 1 (4)      |            |  |  |       |             |       |       |       |
|  |                  |                  |                   |        | 2º           | Mogi Mirim | 1 (4)      |            |  |  |       |             |       |       |       |
|  |                  | 3º               | Santos (pen)      | 1 (5)  |              |            |            |            |  |  |       |             |       |       |       |
|  | 3º               | 3º               | Santos (pen)      | 1 (5)  | Santos (pen) | 1 (4)      |            |            |  |  |       |             |       |       |       |
|  | 3º               |                  |                   |        | Santos (pen) | 1 (4)      |            |            |  |  |       |             |       |       |       |
|  | 6º               | Palmeiras        | 1 (2)             |        |              |            |            |            |  |  |       |             |       |       |       |

### Quartas de final
| Mandante    | Placar      | Visitante   |
| ----------- | ----------- | ----------- |
| São Paulo   | 1–0         | Penapolense |
| Mogi Mirim  | 6–0         | Botafogo-SP |
| Santos      | 1–1 (4–2 p) | Palmeiras   |
| Ponte Preta | 0–4         | Corinthians |

| 27 de abril | Santos     | 1 – 1     | Palmeiras  | Vila Belmiro, Santos                               |
| 16:15       | Cícero 14' | Relatório | 84' Kléber | Público: 14 172 Árbitro: Guilherme Ceretta de Lima |

|                                      |       | Penalidades                 |  |
| Miralles Cícero Montillo Renê Júnior | 4 – 2 | Kléber Souza Wesley Leandro |  |

| 27 de abril | Mogi Mirim                                                    | 6 – 0     | Botafogo-SP | Vail Chaves, Mogi Mirim                                    |
| 18:30       | Tiago Alves 10' · Val 62' · Henrique 73', 79', 89' · Roni 76' | Relatório |             | Público: 5 240 Árbitro: Marcelo Aparecido Ribeiro de Souza |

| 28 de abril | Ponte Preta | 0 – 4     | Corinthians                                                            | Moisés Lucarelli, Campinas             |
| 16:00       |             | Relatório | 32' Romarinho · 38' Emerson · 55' (pen.) Guerrero · 88' Alexandre Pato | Público: 12 460 Árbitro: Raphael Claus |

| 28 de abril | São Paulo   | 1 – 0     | Penapolense | Morumbi, São Paulo                          |
| 18:30       | Jailton 72' | Relatório |             | Público: 32 995 Árbitro: Wilson Luiz Seneme |

### Semifinais
| Mandante   | Placar      | Visitante   |
| ---------- | ----------- | ----------- |
| São Paulo  | 0–0 (3–4 p) | Corinthians |
| Mogi Mirim | 1–1 (4–5 p) | Santos      |

| 4 de maio | Mogi Mirim | 1 – 1     | Santos          | Vail Chaves, Mogi Mirim                          |
| 18:30     | Roni 44'   | Relatório | 76' Edu Dracena | Público: 16 645 Árbitro: Flávio Rodrigues Guerra |

|                                                                     |       | Penalidades                                              |  |
| Tiago Alves Carlos Alberto Roger Gaúcho Juninho Waguininho Val Roni | 4 – 5 | Miralles Cícero Renê Júnior André Neymar Léo Edu Dracena |  |

| 5 de maio | São Paulo | 0 – 0     | Corinthians | Morumbi, São Paulo                                        |
| 16:00     |           | Relatório |             | Público: 29 475 Árbitro: Antônio Rogério Batista do Prado |

|                                                     |       | Penalidades                                    |  |
| Rogério Ceni Rafael Tolói Ganso Jadson Luís Fabiano | 3 – 4 | Douglas Romarinho Fábio Santos Alessandro Pato |  |

### Final
| Equipe 1 | Total | Equipe 2    | Ida | Volta |
| -------- | ----- | ----------- | --- | ----- |
| Santos   | 2–3   | Corinthians | 1–2 | 1–1   |

Jogo de Ida
| 12 de maio | Corinthians                    | 2 – 1     | Santos     | Pacaembu, São Paulo                         |
| 16:00      | Paulinho 41' · Paulo André 74' | Relatório | 81' Durval | Público: 36 306 Árbitro: Wilson Luiz Seneme |

Jogo de Volta
| 19 de maio | Santos     | 1 – 1     | Corinthians | Vila Belmiro, Santos                               |
| 16:00      | Cícero 26' | Relatório | 28' Danilo  | Público: 14 740 Árbitro: Guilherme Ceretta de Lima |

## Campeonato do Interior
|  | Semifinais  | Semifinais  |   |             | Final | Final | Final | Final |
|  |             |             |   |             |       |       |       |       |
|  | Ponte Preta | 1           |   |             |       |       |       |       |
|  | Linense     | 0           |   |             |       |       |       |       |
|  | Linense     | 0           |   | Ponte Preta | 0     | 4     | 4     |       |
|  |             |             |   | Ponte Preta | 0     | 4     | 4     |       |
|  |             | Penapolense | 0 | 2           | 2     |       |       |       |
|  | Botafogo-SP | Penapolense | 0 | 2           | 2     | 1     |       |       |
|  | Botafogo-SP |             |   |             |       | 1     |       |       |
|  | Penapolense | 4           |   |             |       |       |       |       |

## Premiação
| Campeonato Paulista de Futebol 2013 - Série A1 |
| ---------------------------------------------- |
| CORINTHIANS Campeão (27º título)               |

| Troféu do Interior de 2013     |
| Campinas                       |
| ------------------------------ |
| Ponte Preta Campeã (2º título) |

## Confrontos
| Vitória do mandante; Vitória do visitante; Empate. | Em vermelho os jogos da próxima rodada; Em negrito os jogos "clássicos". |

## Desempenho por rodada
Clubes que lideraram o campeonato ao final de cada rodada:
| Rodadas | Rodadas | Rodadas | Rodadas | Rodadas | Rodadas | Rodadas | Rodadas | Rodadas | Rodadas | Rodadas | Rodadas | Rodadas | Rodadas | Rodadas | Rodadas | Rodadas | Rodadas | Rodadas |
| ------- | ------- | ------- | ------- | ------- | ------- | ------- | ------- | ------- | ------- | ------- | ------- | ------- | ------- | ------- | ------- | ------- | ------- | ------- |
| 1       | 2       | 3       | 4       | 5       | 6       | 7       | 8       | 9       | 10      | 11      | 12      | 13      | 14      | 15      | 16      | 17      | 18      | 19      |
| PEN     | SAN     | SAN     | SAN     | SAN     | SAN     | PON     | PON     | SPA     | SPA     | SPA     | SPA     | SPA     | SPA     | SPA     | SPA     | SPA     | SPA     | SPA     |

Clubes que ficaram na Lanterna no campeonato ao final de cada rodada:
| Rodadas | Rodadas | Rodadas | Rodadas | Rodadas | Rodadas | Rodadas | Rodadas | Rodadas | Rodadas | Rodadas | Rodadas | Rodadas | Rodadas | Rodadas | Rodadas | Rodadas | Rodadas | Rodadas |
| ------- | ------- | ------- | ------- | ------- | ------- | ------- | ------- | ------- | ------- | ------- | ------- | ------- | ------- | ------- | ------- | ------- | ------- | ------- |
| 1       | 2       | 3       | 4       | 5       | 6       | 7       | 8       | 9       | 10      | 11      | 12      | 13      | 14      | 15      | 16      | 17      | 18      | 19      |
| ITU     | OES     | MIR     | SBE     | OES     | OES     | SBE     | SCA     | SCA     | SCA     | SCA     | SCA     | UNB     | UNB     | GUA     | GUA     | GUA     | GUA     | GUA     |

## Seleção do Campeonato
| Posição          | Jogador         | Clube       |
| Goleiro          | Rafael Cabral   | Santos      |
| Lateral-direito  | Alessandro      | Corinthians |
| Zagueiro         | Gil             | Corinthians |
| Zagueiro         | Cléber          | Ponte Preta |
| Lateral-esquerdo | Rodrigo Biro    | Penapolense |
| Volante          | Ralf            | Corinthians |
| Volante          | Paulinho        | Corinthians |
| Meia             | Jádson          | São Paulo   |
| Meia             | Danilo          | Corinthians |
| Atacante         | Neymar Jr.      | Santos      |
| Atacante         | Guerrero        | Corinthians |
| Técnico          | Dado Cavalcanti | Mogi Mirim  |
| ---------------- | --------------- | ----------- |

- Revelação: Rodrigo Biro (Penapolense)
- Craque do Interior: Roni (Mogi Mirim)
- Craque do Campeonato: Neymar (Santos)

## Artilheiros
| Rank | Jogador         | Clube        | Gols |
| ---- | --------------- | ------------ | ---- |
| 1    | William         | Ponte Preta  | 13   |
| 2    | Neymar          | Santos       | 12   |
| 3    | Paolo Guerrero  | Corinthians  | 11   |
| 4    | Fernando Baiano | São Bernardo | 10   |
| 4    | Guaru           | Penapolense  | 10   |
| 5    | Cícero          | Santos       | 9    |
| 5    | Lincom          | Bragantino   | 9    |
| 5    | Marcelo Macedo  | Paulista     | 9    |
| 5    | Roni            | Mogi Mirim   | 9    |

Fonte: 

## Maiores públicos
Esses são os dez maiores públicos do Campeonato:
Não podemos deixar de destacar a brilhante campanha de um time do interior, o Mogi-Mirim, que, na primeira fase, ficou à frente de times como Corinthians e Palmeiras, ficando em segundo - atrás apenas do São Paulo. Nas edições de 2012 e 2013 tivemos ótimas campanhas de times do interior, como Penapolense, Mogi-Mirim, Guarani e Ponte Preta.
- PP. ^ Considera-se apenas o público pagante